# Citroën-Kégresse P4T
La Citroën-Kégresse P4T est une autochenille Citroën à propulseur Kégresse des années 1920, à usage militaire et civil.
Basée la voiture Citroën B2, l'autochenille P4T est assez semblable au modèle P1T. Elle est remplacée par le modèle P7T à entraînement positif.

## Conception

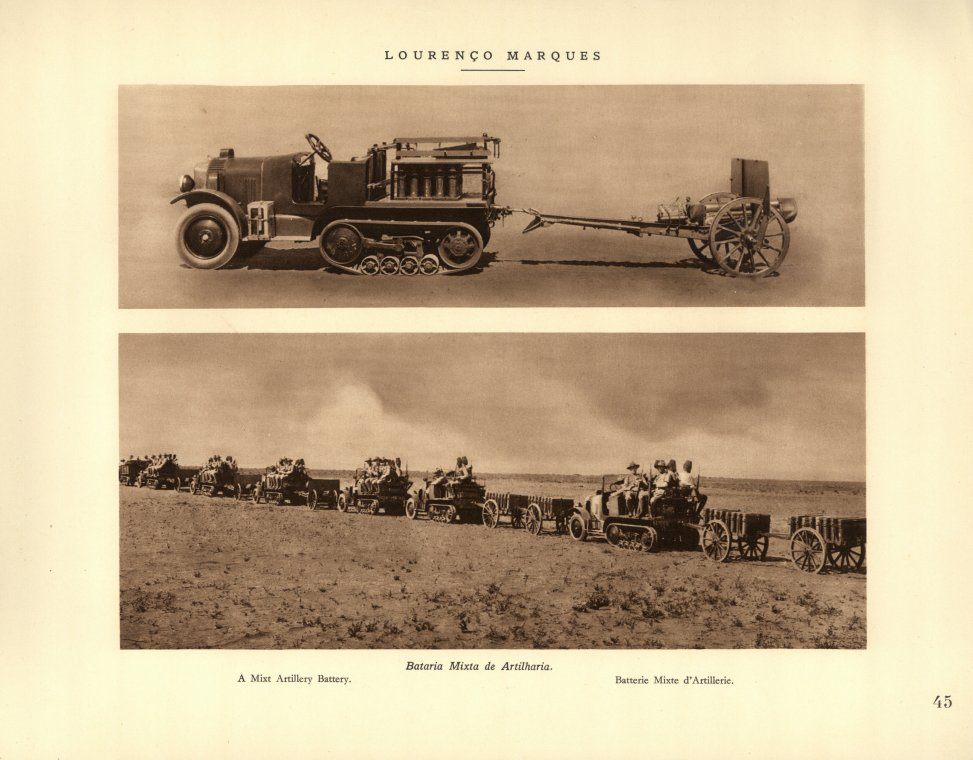
Citroën-Kégresse P4T de l'Armée portugaise.

La Citroën-Kégresse P4T reprend les caractéristiques du modèle P1T. Le moteur est le même, un Citroën 9 CV type B de 4 cylindres 68 × 100 mm de 1 452 cm3, développant 18 ch à 2 000 tr/min.
La chenille en caoutchouc est actionnée par la poulie motrice placée à l'arrière (entraînement dit négatif). La poulie de tension, placée à l'arrière, est maintenant pleine, et non à rayons comme sur la P1T. Le poids du véhicule est réparti sur les quatre galets intermédiaires. Le propulseur est fixé au châssis de l'autochenille par un essieu rigide.
Le moteur consomme 16 L/100km (20 à 30 L/100km en tout terrain) et permet une vitesse maximale sur route de 29,8 km/h. Le véhicule pèse 1 135 kg.

## Utilisation

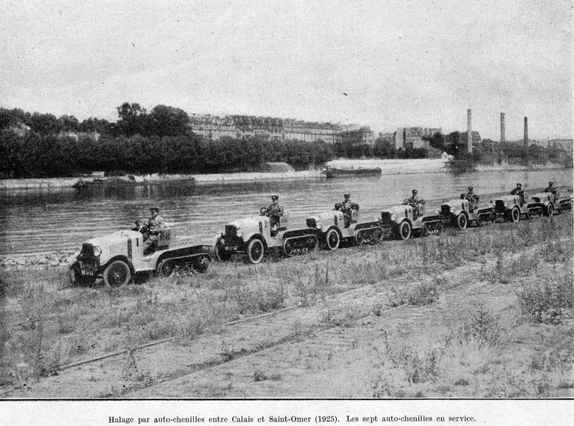
Autochenilles P4T utilisées pour la traction de péniches sur les canaux du Pas-de-Calais.

L'autochenille sort fin 1924, passant aux Mines en novembre.
Huit P4T participent à la Croisière noire, expédition d'exploration africaine, d'octobre 1924 à novembre 1925. Six P4T font également un raid de la Tunisie au Tchad de janvier à avril 1925.
L'Armée française achète, en plusieurs marchés, une quarantaine de P4T comme voitures de liaison tous-terrains mais aussi comme tracteurs d'avions ou d'hydravions (pour la Marine). L'Armée achète également seize automitrailleuses sur châssis P4T.
L'Armée portugaise achète des P4T, tout comme l'Armée argentine. L'Armée polonaise achète 135 châssis P4T. 90 de ces châssis reçoivent une carrosserie blindée, type Samochód pancerny wz. 28 (en). Le propulseur P4T est également utilisé avec des véhicules britanniques, produits par Crossley.